# Harmonijsko titranje
Harmonijsko titranje ili harmoničko titranje je titranje fizikalnog tijela ili čestice pod djelovanjem harmoničke sile. Sustav koji titra (oscilira) pod utjecajem harmoničke sile harmonički je oscilator. Titranje je temeljna pojava u fizici: titraju mehanički titrajni sustavi s jedan, dva ili više stupnjeva slobode, neprekinuti sustavi, elektromagnetski sustavi, molekule i atomi kristalne rešetke, tehnički uređaji.
Harmonijsko titranje je titranje kod kojeg je sila F koja uzrokuje titranje proporcionalna otklonu veličine koja titra od ǌenog raznotežnog položaja (elongaciji). Tijelo (sustav) koji izvodi harmonijsko titranje zove se harmonijski oscilator.
{\displaystyle {\vec {F}}=-k\cdot {\vec {x}}\,}
gdje je: k - koeficijent razmjernosti (elastičnosti), a x - otklon (elongacija). Predznak u jednadžbi upućuje na to da je sila povratna, to jest smjer (orijentacija) vektora sile suprotna je orijentaciji vektora otklona. Posljedično je ovisnost otklona harmonijskog titraǌa o vremenu sinusoidalna, matematički se opisuje s funkcijom {\displaystyle sin}:
{\displaystyle x(t)=A\cdot \sin \left({\frac {2\cdot \pi \cdot t}{T}}+\phi \right)}
gdje je: t - (vrijeme) nezavisna promjenjiva (varijabla), a A, T i φ su konstantne veličine. Trenutačna vrijednost x naziva se elongacija (trenutačna udaljenost materijalne točke koja titra od ravnotežnoga položaja), A je amplituda (maksimalna vrijednost elongacije), T je vrijeme trajanja jednoga titraja ili period titraja. Vrijednost f = 1/T jest broj titraja u jedinici vremena ili frekvencija. Argument (2πt/T + φ) jest fazni kut i određuje trenutačno stanje titraja. Na početku titraja (t = 0) fazni kut je φ i naziva se početni fazni kut. Polazna vrijednost stanja može se odabrati i tako da je početni fazni kut jednak nuli.
Općenitija klasa gibanja su takozvana periodička gibanja, gdje je položaj čestice dan s periodičkom ovisnošću o vremenu, koja nije nužno sinusoidalna. Recimo, periodično skakanje kuglice po podlozi (bez gubitka energije) nije moguće opisati samo pomoću funkcije sin. Takva gibanja se matematički mogu opisati pomoću zbroja beskonačno mnogo sinusoidalnih funkcija različitih frekvencija, dakle pomoću beskonačno mnogo običnih harmoničkih oscilatora. Grana matematike koja se bavi analiziranjem takvih općenitih periodičkih pojava naziva se Fourierova (ili harmonička) analiza, a njen otkrivač je Joseph Fourier.
U fizici se s takvim pojavama susrećemo vrlo često, na primjer gibanje tijela na opruzi, male oscilacije matematičkog i fizikalnog njihala, kruženje tijela po kružnici, gibanje nabijene čestice u magnetskom polju (ciklotron). Posebno se harmonijska analiza često koristi za opisivanje svjetlosti, budući se pokazalo da se svaki foton može shvatiti kao mali harmonički oscilator .

## Objašnjenje
Elastična sila F poznata je kao sila opruge, prema najjednostavnijem mehaničkom oscilatoru opruge s tijelom (utegom) mase m na njezinu kraju: 
{\displaystyle {\vec {F}}=-k\cdot {\vec {x}}\,}
gdje je: k - konstanta opruge, a x (t) ≡ x - elongacija ili pomak tijela iz ravnotežnog položaja. Polazeći od Drugoga Newtonova zakona, iz jednadžbe gibanja za harmoničko titranje: 
{\displaystyle F=m\cdot a=m\cdot {\frac {\mathrm {d} ^{2}x}{\mathrm {d} t^{2}}}=m\cdot {\ddot {x}}=-k\cdot x.}
Dobiva se diferencijalna jednadžba titranja, a njezino je opće rješenje harmonička funkcija:
{\displaystyle x(t)=A\cdot \sin \left({\frac {2\cdot \pi \cdot t}{T}}+\phi \right)}
gdje je: t - (vrijeme) nezavisna promjenjiva (varijabla), a A, T i φ su konstantne veličine. Trenutačna vrijednost x naziva se elongacija (trenutačna udaljenost materijalne točke koja titra od ravnotežnoga položaja), A je amplituda (maksimalna vrijednost elongacije), T je vrijeme trajanja jednoga titraja ili period titraja. Vrijednost f = 1/T jest broj titraja u jedinici vremena ili frekvencija. Argument (2πt/T + φ) jest fazni kut i određuje trenutačno stanje titraja. Na početku titraja (t = 0) fazni kut je φ i naziva se početni fazni kut. Polazna vrijednost stanja može se odabrati i tako da je početni fazni kut jednak nuli. Uvrštenjem općeg rješenja u diferencijalnu jednadžbu titranja, dobiva se izraz:
{\displaystyle \omega ={\sqrt {\frac {k}{m}}}={\frac {2\cdot \pi }{T}}}
koji označava svojstvenu frekvenciju titranja oscilatora.

## Titranje žice glazbala
Napeta i na krajevima učvršćena žica može izvoditi transverzalne mehaničke titraje, okomito na smjer žice. Time što je žica na krajevima učvršćena već je unaprijed određeno da se na njenim krajevima stvaraju čvorovi stojnog vala. Povučemo li gudalom po sredini žice, ona će izvoditi harmonijsko titranje i pri tom ćemo čuti ton. Onaj ton koji nastaje kod titranja žice gdje je samo jedan trbuh po sredini zove se osnovni ton. Tome osnovnom tonu pripada osnovna frekvencija f0 i valna duljina λ0. Kako je razmak od čvora do čvora, to jest duljina l žice jednaka polovini valne duljine, to jest:
{\displaystyle l={\frac {\lambda _{0}}{2}}}
a jer je:
{\displaystyle \lambda _{0}={\frac {v}{f_{0}}}}
gdje je v - brzina zvuka, to je:
{\displaystyle l={\frac {v}{2\cdot f_{0}}}}
pa je:
{\displaystyle f_{0}={\frac {v}{2\cdot l}}}
Znači da je broj titraja obrnuto razmjeran s duljinom žice, to jest duža žica imat će manji broj titraja nego kraća. 
Dotaknemo li napetu žicu prstom u sredini i stavimo li je u titranje, pa onda prst uklonimo, žica će titrati tako da će imati 3 čvora i 2 trbuha i ćut ćemo prvi gornji ton. Valna duljina je sada: 
{\displaystyle \lambda _{1}={\frac {1}{2\cdot \lambda _{0}}}}
a frekvencija f1. Iz toga proizlazi da je:
{\displaystyle {\frac {v}{2\cdot f_{1}}}={\frac {v}{2\cdot f_{0}}}}
pa je:
{\displaystyle f_{1}=2\cdot f_{0}}
Znači da je sada frekvencija dvostruko veća od osnovne frekvencije. 
Pritisnemo li žicu u svakoj trećini njene duljine, nastat će na njoj 4 čvora i dobit ćemo drugi gornji ton. Valna duljina je sada 
{\displaystyle \lambda _{2}={\frac {1}{3\cdot \lambda _{0}}}}
a frekvencija f2. Iz toga proizlazi da je:
{\displaystyle {\frac {v}{f_{2}}}={\frac {v}{3\cdot f_{0}}}}
pa je:
{\displaystyle f_{2}=3\cdot f_{0}}
Znači da je sada frekvencija trostruko veća od osnovne frekvencije.

### Titranje štapova
Štapovi titraju slično kao i žice. Kada se po sredini udari štap koji je na krajevima slobodan, titra stojnim transverzalnim valom koji ima 2 čvora. Ton koji se pri tom čuje je osnovni. Međutim, štap može proizvoditi i više titraje od osnovnih. Stoga se štapovi upotrebljavaju kao jezičci kod harmonike i ksilofona. 

#### Glazbena viljuška
Glazbena viljuška je savijen štap, pričvršćen u sredini, a služi za udešavanje klavira i drugih muzičkih instrumenata. Viljuška titra tako da je na njenim krajevima trbuh titraja, a čvorovi se nalaze blizu zaobljenja. Obična glazbena viljuška ima frekvenciju 435 Hz i daje ugodan ton koji se zove normalni a. 

### Titranje ploča
Ploče titraju kada se pričvrste u jednoj točki, pa se po obodu povuče gudalom. Pri tome ne titra čitava ploča, nego samo pojedini dijelovi. Po dva dijela koja titraju suprotnim smjerovima rastavljena su čvornim linijama. Pričvrstimo li metalnu ili staklenu ploču i pospemo li je sitnim pijeskom, pijesak će se kod titranja ploče sakupljati na onim mjestima koja ne titraju. Tako nastaju različite pravilne figure koje zovemo Chladnijevim figurama. Te figure mogu biti različitog oblika već prema tome na kojem mjestu povučemo gudalom i gdje stavimo prst. Muzički instrumenti kod kojih se upotrebljavaju ploče, odnosno membrane, jesu bubanj, gong i zvono. 

### Svirale
Svirale su sprave u kojima nastaje ton zbog longitudinalnog titranja zraka koje pobuđujemo usnama ili jezičcem. Svirala ima otvorenih i zatvorenih. Zatvorena svirala obično ima oštar brid na koji udara zrak, pa prouzrokuje titranje stupca zraka u cijevi. Trbuh titraja nastaje na otvorenom kraju, a čvor na zatvorenome. Prema jačini puhanja nastaje jedan, dva ili tri čvora. Kako je razmak od čvora do trbuha četvrtina valne duljine, to je duljina osnovnog vala λ zatvorene svirale 
{\displaystyle l={\frac {\lambda }{4}}}
pa je frekvencija:
{\displaystyle f={\frac {v}{4\cdot l}}}
Kod otvorene svirale nastaje trbuh na oba kraja. Prema jakosti puhanja javlja se različit broj čvorova. Kako je razmak od trbuha do trbuha pola valne duljine, to jest:
{\displaystyle l={\frac {\lambda }{2}}}
odnosno:
{\displaystyle f={\frac {v}{2\cdot l}}}
Usporedimo li obje svirale, otvorenu i zatvorenu, vidjet ćemo da zatvorena daje niži ton od otvorene. Broj titraja zatvorene svirale je polovina broja titraja otvorene svirale.

### Čovječji glas
Izvor titranja kod stvaranja čovječjeg glasa su dvije membrane u grlu, takozvane glasnice. Mišićjem se mijenja napetost tih membrana i time vlastita frekvencija titranja. Do titranja dolazi podražajem glasnica strujom zraka iz pluća. Pri stvaranju tona sudjeluje sutitranje zatvorenog zraka u usnoj i nosnoj šupljini.

## Poveznice
- Jednostavno harmoničko gibanje